# ویلا لیتوریو
ویلا لیتوریو (به ایتالیایی: Villa Littorio) یک منطقهٔ مسکونی در ایتالیا است که در کامپانیا واقع شده‌است. ویلا لیتوریو ۶۱۲ نفر جمعیت دارد و ۶۲۵ متر بالاتر از سطح دریا واقع شده‌است.